# 戸高賢史
戸高 賢史 （とだか まさふみ 1982年7月22日- ）は、 大分県出身のギタリスト。
血液型はA型。通称「Toddy」。

## 来歴
大分県立佐伯鶴城高等学校卒業。
2004年3月、木下理樹に誘われバンド、ART-SCHOOLへ加入。2012年3月より木下と戸高の新体制での活動を発表し、ライブ・イベントなどを精力的にこなすが、バンドは2015年に活動を休止。
2015年末、COUNTDOWN JAPAN 15/16にて復活ライブを行う。
2024年2月1日、戸高の加入20周年を祝うツアーを5月から行う事を発表。

## その他
- 元々はART-SCHOOLのファンだった。木下とは加入以前から交流があった。
- 2011年、Ropesでアチコと共に活動。海外バンドのサポートやKaikoo Fesなどにも参加している[6]。
- エフェクター製作も手がけ、自身のブランド「Phantom FX」よりペダルをリリース[7]。
- ギターマガジン誌でコラム「戸高賢史の亡霊的音歪遊戯會」を連載[8]。
- 坂本美雨[9]、TK from 凛として時雨[10]、片平里菜などのレコーディングおよびライブサポート参加[11]。
- 2014年5月、Crypt Cityに加入[12]。
- 2015年5月、細美武士らとMONOEYESを結成[2]。